# Herculano Pita Soares
Herculano Pita Soares mais usualmente conhecido somente como Herculano Pita  (Darque, 16 de fevereiro de 1900 - Santarém, 23 de outubro de 1957) foi um poeta e escritor português

## Biografia
Herculano Pita Soares, nasceu em Darque em 16 de fevereiro de 1900, tendo falecido na cidade de Santarém a 23 de outubro de 1957. Enquanto peregrinava, no exercício da profissão, por inúmeras terras do país, nunca esqueceu Viana, cidade que em sua honra atribuiu o seu nome a uma rua.
Como poeta e escritor deixou uma obra literária que procurou enaltecer a nobreza das gentes e graciosidade de Darque, terra que sempre esteve no seu coração. Deixou obra publicada e dispersa por vários jornais.

## Obra literária
A obra literária de Herculano Pita, na qual se incluem aqui alguns textos jornalísticos, frequentes vezes de carácter apologético, cuja natureza literária poderá ser eventualmente discutível, agrupa-se em duas fases bem distintas. A primeira corresponde ao período mediado entre 1921 e 1937 e inclui os escritos produzidos no tempo mais fecundo da sua actividade criativa. A segunda fase abrange tudo o que escreveu na parte final da sua vida, entre 1948 e 1956.

## Lista da obra editada
- A Eterna Sinfonia - Palermices dum Fabiano, publicada pela Companhia Portuguesa Editor do Porto, em 1921.
- Um Soneto à Luís XV

- A Taina - Peças em verso - Quem quiser ler tem de largar 5 paus, publicada pela Editora Renascença Portuguesa do Porto, em 1930.
- Pigmalião, o Maduro - Livro de Ensinança de Bem Namorar Toda a Bela. Novela Ultrafuturista, publicada em 1930[4]
- O Pinto - Com a edição a cargo da Tipografia Comercial “Aurora do Lima”, em Viana do Castelo, em 1930.

## Obras inéditas ou parcialmente editadas
Lista de obras inéditas ou parcialmente editadas:
- A Crença e o Pão - a teodiceia de um leigo e o socialismo de um crente.
- Encíclicas papais Rerum Novarum e Quadragesimo Anno.
- A Crença e o Pão
- Um Romano Deus”
- O Dia da Igualdade
- Eu e a Verdade
- Os desempregados
- Uma Visão do Futuro
- O Socialismo Cristão em Portugal”.
- Cartas de Darque (1936)
- O Riso
- A Etiópia portuguesa
- Uma Entrevista com um Desempregado
- Os Senhores do Céu e da Terra
- Perdoai-lhes meu Pai
- Darque em Cuecas Quanto ao Talento
- Sinfonia do Reviralho
- Charla Anticomunista ao Proletariado Darquense
- Verdades como Punhos
- Emílio Bossi Nunca Existiu
- O Mosteiro de Alcobaça
- Versos de Pedra (1949)[5]
- Quatro Pontos Cardeais, em prosa dialogada (1954)[6]
- A Córgoa , uma pequena peça de teatro em que são abordadas as implicações de ordem religiosa colocadas pelo evolucionismo darwinista. Esta foi a última obra que escreveu. (1956)